# Pina Bausch

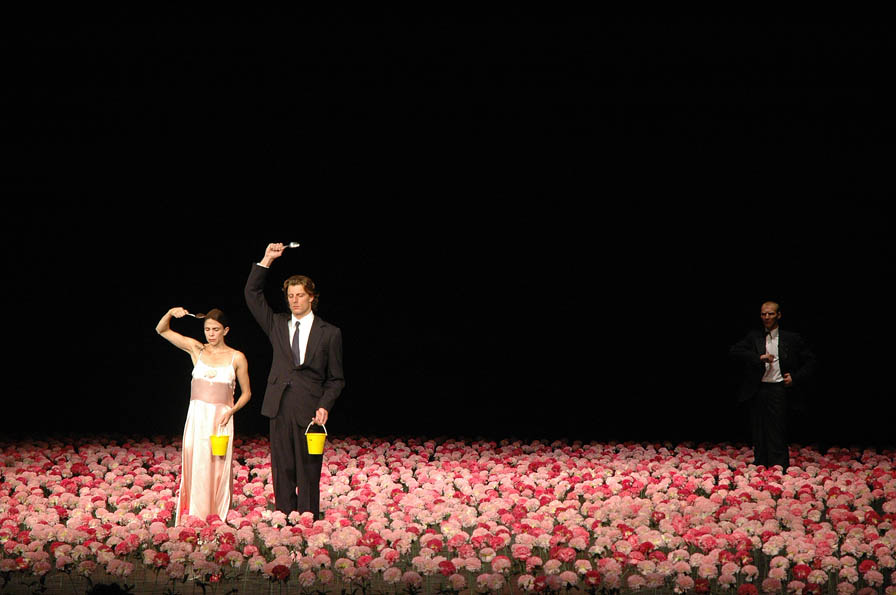
Uno de sus espectáculos, con el Tanztheater de Wuppertal.

Philippine Bausch, (Solingen, 27 de julio de 1940-Wuppertal, 30 de junio de 2009) conocida como Pina Bausch, fue una bailarina, coreógrafa y directora alemana pionera de la danza contemporánea.
Con su estilo vanguardista, mezcla de distintos movimientos, Bausch propone piezas de danza que se componen en cooperación entre distintas expresiones: movimientos corporales, emociones, sonidos y escenografía que configuran piezas enmarcadas en la corriente de la danza teatro, de la cual Bausch es pionera.

## Primeros años
Pina Bausch nació en Solingen, cerca de Düsseldorf, en Alemania, en plena Segunda Guerra Mundial. Fue la tercera hija del matrimonio compuesto por August y Anita Bausch, quienes tenían un restaurante, donde la futura bailarina creció y tomó sus primeras clases de danza. Fue entonces cuando sus padres se percataron de su extrema flexibilidad física y talento, por lo que decidieron apoyarla para que en 1955, a los 15 años, fuera a estudiar con el coreógrafo Kurt Jooss en la Folkwang School de Essen, donde Pina adquiriría las bases de la danza expresionista alemana que serían la base de su entonces incipiente carrera.

## Formación
En 1959, con 19 años, se graduó de la Folkwang School y ganó una beca para continuar sus estudios en Nueva York. Ahí estudió en la Juilliard School desde 1960, teniendo como maestro a Antony Tudor, bajo cuya dirección bailaría por primera vez en el Metropolitan Opera Ballet. En esta segunda etapa formativa, Bausch también tuvo como profesores a José Limón, Alfredo Corvino y Paul Taylor, quien la dirigió como parte del New American Ballet.
Tras el brillante desempeño de Pina Bausch en Estados Unidos, Kurt Joos, su primer maestro, la reclama en 1961 para formar parte de su compañía en Alemania. Así, en 1962 se unió a la recién creada Folkwang Ballet Company, al principio llega como asistente de Joss y luego se convierte en solista. En 1968 dirigió su primera pieza como coreógrafa de la compañía: Fragment, con música de Béla Bartók; al año siguiente reemplaza a Joos como directora artística.

## Trayectoria y Tanztheater Wuppertal Pina Bausch
En 1972, Bausch asumió el cargo de directora del Wuppertal Opera Ballet, que más tarde ella misma rebautizaría como el Tanztheater Wuppertal Pina Bausch y que tiene su sede en la Ópera de Wuppertal. Su primer trabajo en este cargo fue Fritz, con música de Wolfgang Hufschmidt, en 1974. Al año siguiente continuó sus experimentos con la danza escénica mezclada con ópera, cuyos resultados fueron las presentaciones de Iphigenia in Tauris y Orpheus and Eurydice.

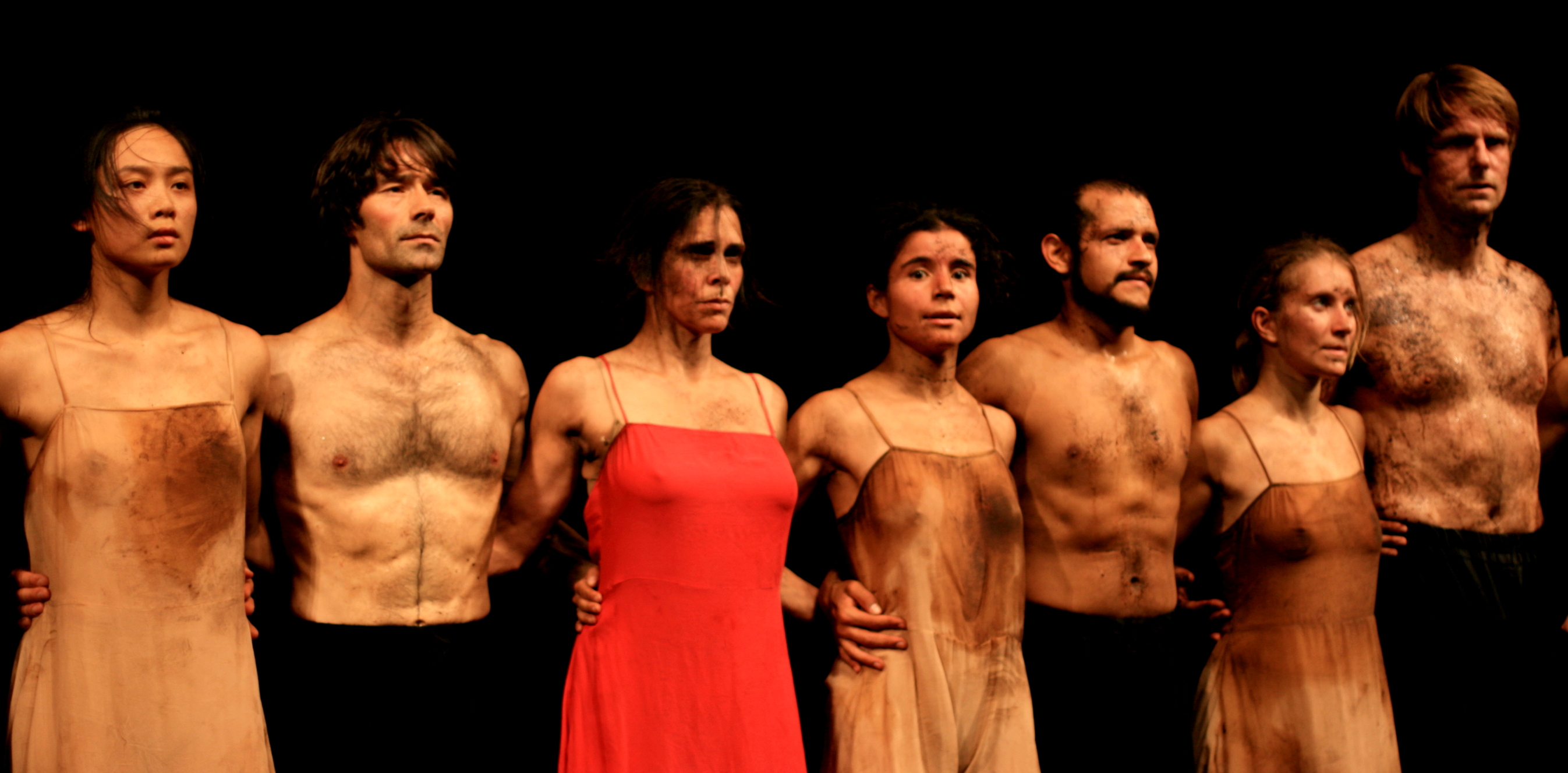
La Consagración de la Primavera, representada en Wuppertal

También en 1975, Bausch coreografió La consagración de la primavera, de Ígor Stravinski. En este trabajo logró una conexión con el escenario basado en la humedad del suelo, acto que manifiesta las bases de su propuesta, en la que la escena es parte importante de la coreografía. Al mismo tiempo, generó una cercana relación con el diseñador polaco Rolf Borzik, quien se convertiría en su marido y estrecho colaborador, y junto a quien desarrollaría propuestas performáticas alejadas de la danza clásica, abriendo un nuevo camino hacia la consolidación de la danza teatro.
Así, en 1976, con la coreografía de Los siete pecados capitales, del compositor Kurt Weill, Bausch se separa por completo de las convenciones del ballet clásico, introduciendo un método de ensayo en el que ella genera preguntas a sus bailarines, y crea una coreografía basada en sus respuestas, que se ven reflejadas tanto en lo físico como en lo verbal y visual de la pieza, que incluye textos hablados y música clásica y popular.
Sus otros trabajos con Borzik incluyen una larga lista de obras, entre las que se cuentan Bluebeard – While listening to a tape recording of Béla Bartók´s Opera, Duke Bluebeard´s Castle (1977), Come dance with me (1977), Renate inmigrants (1977), Café Müller (1978; su trabajo más conocido, definido como una pieza melancólica en la que los bailarines interpretan la sensibilidad humana en un escenario repleto de sillas y mesas que actúan como obstáculos); Kontakthof (1978), Arien (1979; el escenario es un piso de agua caliente) y Legend of Chastity (1979).
En 1980, a los 35 años, Borzik muere de cáncer. 1980 es interpretada por la crítica como un homenaje y despedida a su esposo, quien fuera su guía en la propuesta visual y performática de la compañía. Sus trabajos posteriores incluyen Bandoneón (1980), Walzer (1982), Carnations (1982; el escenario está compuesto por un piso de flores sobre el que los bailarines realizan la coreografía), On the mountain a cry was heard (1984), Two cigarrets in the dark (1985), Viktor (1986), Palermo, Palermo (1989), A tragedy (1994) y Danzón (1995). Bausch no alcanzó a presentar en vida Como el musguito en la piedra, ay sí sí sí, inspirada en una estadía en Chile (de ahí que eligiera como nombre el de la canción folclórica que solía interpretar Violeta Parra).
Durante la década de 1980, Bausch fue probablemente la bailarina que más influenció a las nacientes generaciones de danza contemporánea y al arte en general. Su influencia se aprecia en artistas tan diversos como Robert Wilson, William Forsythe y Maguy Marin. En 1984, la compañía se encargó del acto de apertura del Olympic Art Festival de Los Ángeles, lo que da claras luces del éxito de su trabajo.

## Su propuesta de danza teatro
El trabajo de Pina Bausch está conectado con la tradición de la danza expresionista alemana –la Ausdruckstanz-, encarnando sentimientos de angustia humana existencial, anomia y disociación. Todos sus trabajos comparten similitudes esenciales: ausencia de argumento (en un sentido clásico), del sentido convencional de la progresión en escena y de referencias a lugares geográficos específicos. Sin embargo, la obra de Bausch tiene “una gran atmósfera de humor malvado, un patrón de tantalización romántica y humillación”. Su trabajo se basa en la creación de breves episodios de diálogo y acción a menudo centrados en situaciones surrealistas, en el uso del cuerpo y en las relaciones entre este, el escenario y el vestuario.
Las piezas de Bausch a menudo involucran al público, introduciéndolos a la performance. Incluyen, además, interludios físicos que, por ejemplo, presentan a hombres y mujeres que pueden ser hermanos o antagonistas. La idea de Bausch es jugar con las convenciones del tiempo teatral sobre el escenario, estimulando un nuevo lenguaje construido por aparentes elementos dispares y aleatorios que producen un inequívoco balance interno que da vida a su propuesta de danza teatro.
La International Encyclopedia of Dance de la Universidad de Oxford define el trabajo de Pina Bausch como único, sosteniendo que su cuerpo de danza lo forman bailarines "de apariencia y perspectiva madura, donde cada uno alude a la superioridad multifacética y cosmopolita del mundo de Bausch. A menudo se quedan en la compañía durante décadas, y cuando alguien decide irse, varios cientos de aspirantes asisten a una audición en la que se sumergen en las técnicas de Bausch”, lo que señala cuán importante fue en vida, así como su legado, tras su muerte.

## Su relación con el cine
En 1983, interpretó el papel de la princesa Lherimia en Y la nave va, de Federico Fellini. Pedro Almodóvar, en Hable con ella (2002), realizó una cita-homenaje a Café Müller, que funciona como pieza clave del argumento. En 2009, Bausch comenzó a colaborar con el director y documentalista Wim Wenders para la realización de una película sobre la compañía en formato 3D. Pina murió antes de estuviera finalizado el filme, que Wenders define como un homenaje a su memoria. El documental Pina se estrenó el 2011 en el Festival de Berlín y recibió varios premios.

## Vida personal
En primera instancia se casó con su compañero de labores, el polaco Rolf Borzik, quien fuera diseñador de vestuario y escenografías para la compañía. Borzik muere en 1980, y tiempo después Pina conoce al poeta chileno Ronald Kay, con quien tendrá su único hijo, Ralf Salomon, en 1981.
Fue una fumadora empedernida: en los registros visuales que muestra la película Pina, de Win Wenders, se la puede ver siempre con un cigarrillo, fumando. Murió de cáncer pulmonar el 30 de junio de 2009, a los 68 años, en Wuppertal.

## Creaciones
- Fragment, 1961
- Tannhäuser. Venusberg Ballett, 1972
- Ifigenia en Táuride, 1975
- Orfeo y Eurídice, 1975
- La consagración de la primavera, 1975
- Los siete pecados capitales, 1976
- Barbe blue, 1977
- Café Müller, 1978.
- 1980, 1980
- Viktor, 1986
- Nelken (Claveles), 1982
- El lamento de la emperatriz, 1990, película
- Palermo Palermo, 1989
- Bandoneon (1995)
- Danzón, 1995
- O Dido, 1999
- Wissenland, 2000
- Aqua, 2001
- Für die Kinder von Gestern, Heute und Morgen, 2002
- Nefés, 2002
- Ten Chi, 2004
- Rouh Out, 2005
- Vollmond (Full Moon), 2006
- Bamboo Blues, 2007
- Sweet Mambo, 2008
- Kontakthof – Mit Teenagern ab 14, 2008
- Como el musguito en la piedra, ay si, si, sí... (obra póstuma), 2009

## Premios y distinciones
- Beca para altos estudios en la Folkwang School (1958)
- Primer premio en el II Competencia de Coreografía de Colonia 1969 por Im Wind der Zeit, con música de Mirko Dorner
- Premio Fundación North Rhine-Westphalia 1973 para jóvenes artistas
- Premio Eduard von der Heydt 1978 (Wuppertal)
- Premio de la Crítica Danza 1980 (Círculo de Críticos de Arte, Italia)
- Premio Simba theatre 1982 (Accademia Simba, Italia)
- Premio UBU 1982/83, otorgado a la mejor representación extranjera (Italia)
- Premio Deutscher Kritiker Preis 1984 (Akademie der Künste, Berlín, Alemania)
- Premio Bessie Dance and Performance 1984 (Nueva York)
- Orden al Mérito (1986, República Federal de Alemania)
- Premio de la Sociedad de Críticos de Danza 1987 (Japón)
- Premio a la Tolerancia 1988 (Alemania) para la compañía Wuppertal
- Premio de la Academia Internacional Lorenzo il Magnifico 1990 (Florencia)
- Premio Aurel Milloss 1990 (parte del Premio Gino Tani, Roma)
- Premio en ocasión del World Theatre Day 1990 (República Federal de Alemania y el International Theatre Institute)
- Premio del Estado de North-Westphalia 1990
- Prix SACD de Danza 1991 (Société des Auteurs et Compositeurs dramatique, París)
- Rheinischer Kulturpreis 1991 (Sparkassenstiftung zur Förderung rheinischen Kulturgutes, Düsseldorf)
- Premio Critics Award por Café Müller, Edinburgh Festival, 1992
- Medalla Picasso de la UNESCO, 1993
- Cruz da Ordem Militar de Santiago de Espada, Lisboa, 1994
- Premio de la danza alemana, entregado por la German professional association for dance education, 1995
- Premio Joana Maria Gorvin, entregado por la German Akademie der Schönen Künste, 1995 (Berlín)
- Premio Berlín theatre, 1997 (Berlín)
- Premio Foundation for Prussian maritime trade, 1997
- Anillo de Honor de la ciudad de Wuppertal, 1997
- Premio Harry Edmonds; International House, 1997 (New York)
- Premio European Theatre, 1998
- Premio Samuel H. Scripps, American Dance Festival Award, 1999
- Praemium Imperiale para teatro y film, entregado por la Japan Art Association, 1999
- Premio Life Time Achievement, 2000 (Estambul)
- Premio Hanseatic Goethe, 2001
- Premio Bessie, 2002 (New York)
- Chevalier de l'Ordre National de la Légion d'Honneur, 2003 (Paris)
- Premio Nijinsky, 2004 (Monte Carlo)
- Premio Golden Mask, Golden Mask Festival of Performing Arts, 2005 (Moscú)
- Embajadora Honoraria de la República de Korea, 2005
- Premio Laurence Olivier, 2006 (Londres)
- Doctora honoraria (laurea honoris causa) de Juilliard School, 2006 (New York)
- Orden al Mérito Artístico y Cultural Pablo Neruda, Consejo Nacional de la Cultura y las Artes de Chile, entregada por la presidenta Michelle Bachelet, 2007 (Santiago)
- Premio Ciudad de Frankfurt, 2008
- Premio Dance Magazine, 2008 (New York)
- Miembro Honoraria de la Academy of Arts and Sciences, Cambridge Massachusetts, Section Performing Arts; 2009